# Vit busktyrann
Vit busktyrann (Xolmis irupero) är en fågel i familjen tyranner inom ordningen tättingar.

## Utseende och läte
Vit busktyrann är en stor tyrann med en slående vit fjäderdräkt, förutom svart på vingar och stjärt. Jämfört med andra ljusa tyranner är den mycket vitare. Fågeln är vanligen tystlåten.

## Utbredning och systematik
Vit busktyrann delas in i två underarter:
- Xolmis irupero niveus – förekommer i östra Brasilien (Ceará och Pernambuco till Bahia och Minas Gerais)
- Xolmis irupero irupero – förekommer från sydöstra Brasilien till Paraguay, Uruguay, Bolivia och norra Argentina

## Levnadssätt
Vit busktyrann hittas i öppna områden som gräsmarker och betesmarker med spridda träd, ofta nära vatten. Där ses den sitta väl exponerat.

## Status
Arten har ett stort utbredningsområde och beståndet anses vara stabilt. Internationella naturvårdsunionen IUCN listar den därför som livskraftig (LC).